# Wassernattern
Die Wassernattern (Natricinae) sind eine artenreiche Unterfamilie der Nattern (Colubridae) mit über 210 Arten in 32 Gattungen. Zu ihnen zählen Gattungen aus ganz verschiedenen Gegenden der Welt. Unter anderem gehören die Europäischen Wassernattern (Natrix), zu denen auch die Ringelnatter (Natrix natrix) gehört, die amerikanischen Schwimmnattern, die Strumpfbandnattern und Fischnattern den Natricinae an.

## Merkmale
Die meist schlanken Schlangen sind ungiftig. Als Nahrung werden kleine Säugetiere, Amphibien, Fische, Eidechsen, Eier und Jungvögel, bei kleineren Arten auch Regenwürmer genommen, wobei das Beutespektrum von Art zu Art etwas unterschiedlich ist.
Die meisten dieser Schlangen leben gerne in der Nähe von Gewässern und sind auch gute Schwimmer.
Diagnostisches Merkmal der Gruppe ist die besondere Ausformung des Sulcus spermaticus, einer Rinne an der Innenseite des Hemipenis, in der bei der Kopulation die Spermien in die weibliche Kloake geleitet werden. Der Sulcus spermaticus der Natricinae ist einzeln, stark gekrümmt und bildet eine nackte Region auf der mittleren Innenseite der beiden Hemipenis. Die bei vielen Schlangen vorhandenen Calyces, kleine und einzellige Strukturen, die ein komplexes Faltenmuster bilden, fehlen.

## Systematik

### Äußere Systematik
Die Unterfamilie der Wassernattern (Natricinae) wird zu der Familie der Nattern (Colubridae) gezählt, welche zur Ordnung Schuppenkriechtiere (Squamata) gehört.

### Innere Systematik
Die innere Systematik ist, wie bei vielen Schlangentaxa, noch Gegenstand wissenschaftlicher Diskussion. Innerhalb der Natricinae bilden die amerikanischen Gattungen eine monophyletische Gruppe, die Tribus Thamnophiini. Folgende Gattungen werden nach der Reptile Database zu den Wassernattern gezählt:
- Afronatrix
- Amphiesma
- Amphiesmoides
- Anoplohydrus
- Aspidura
- Atretium
- Blythia
- Fowlea

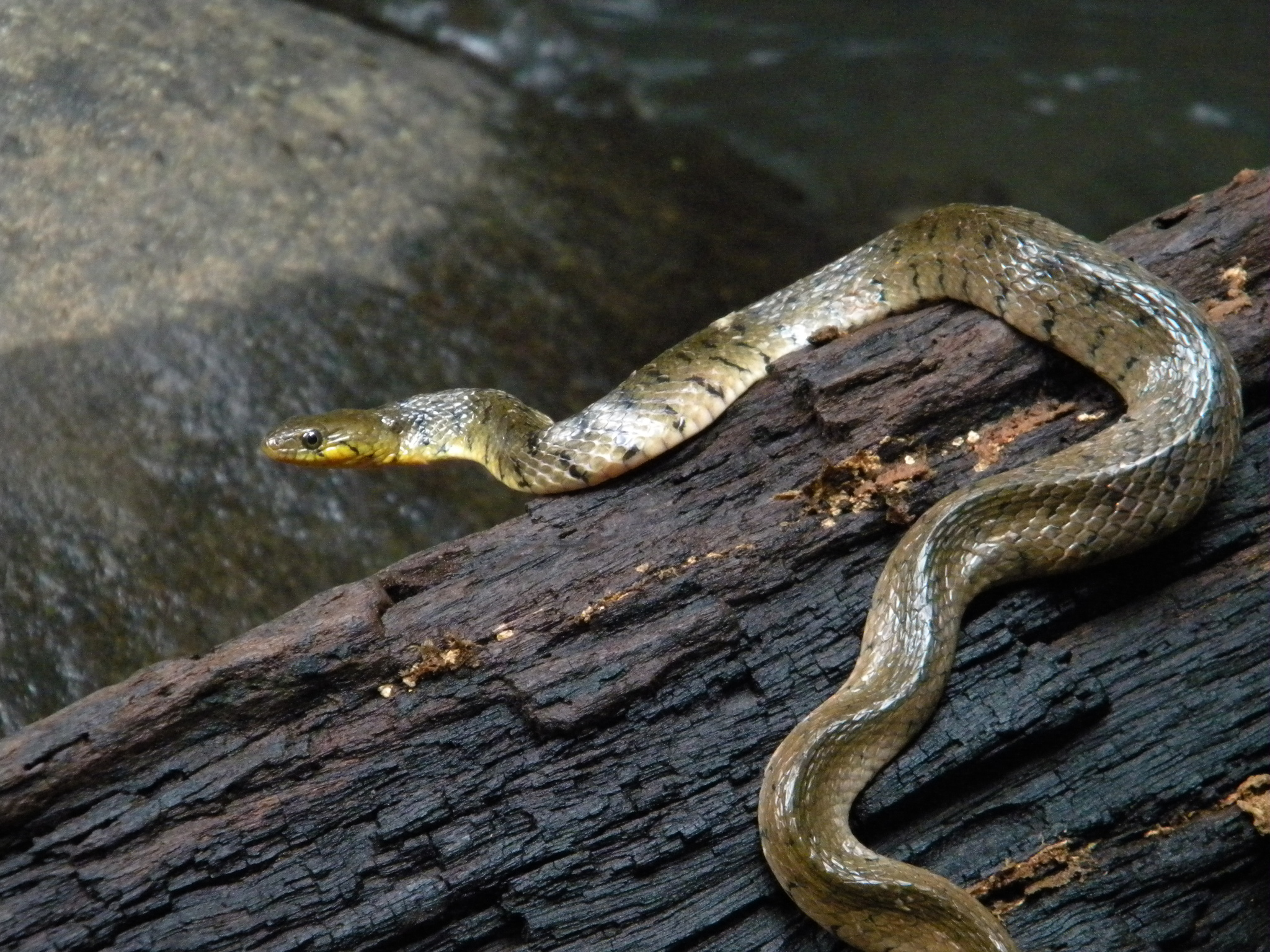
Gewöhnliche Fischnatter (Fowlea piscator)

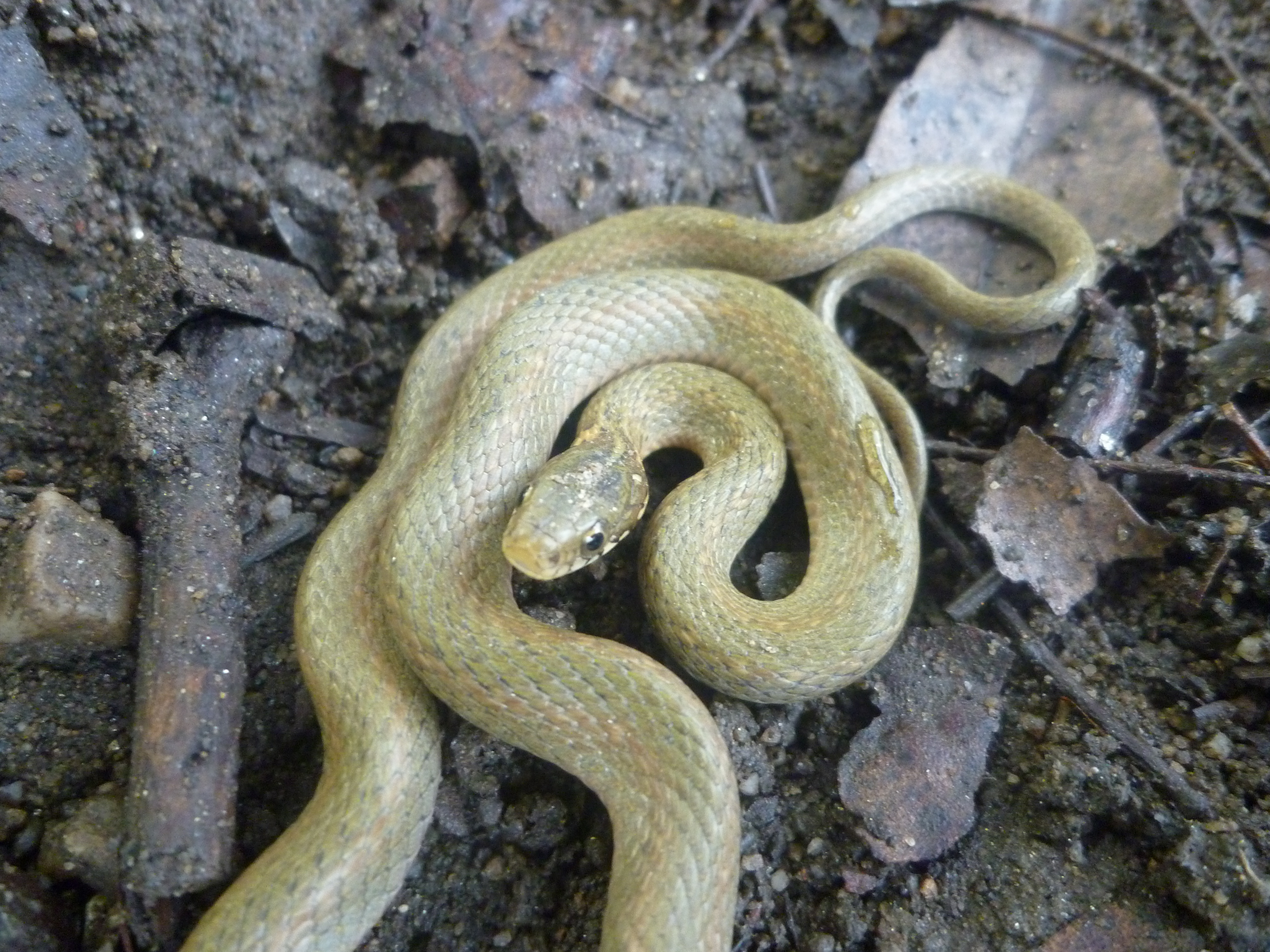
Hebius vibakari

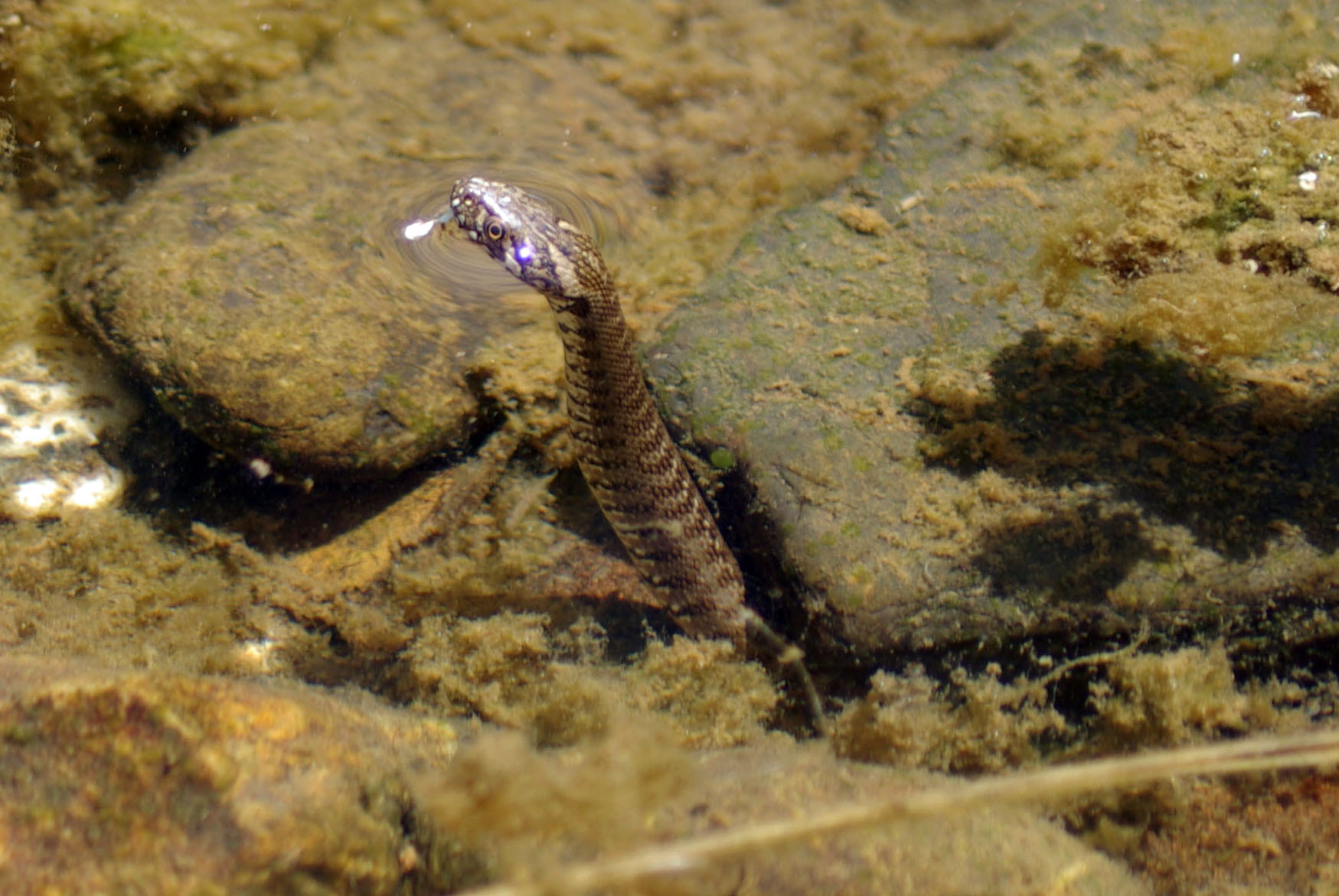
Vipernatter (Natrix maura)

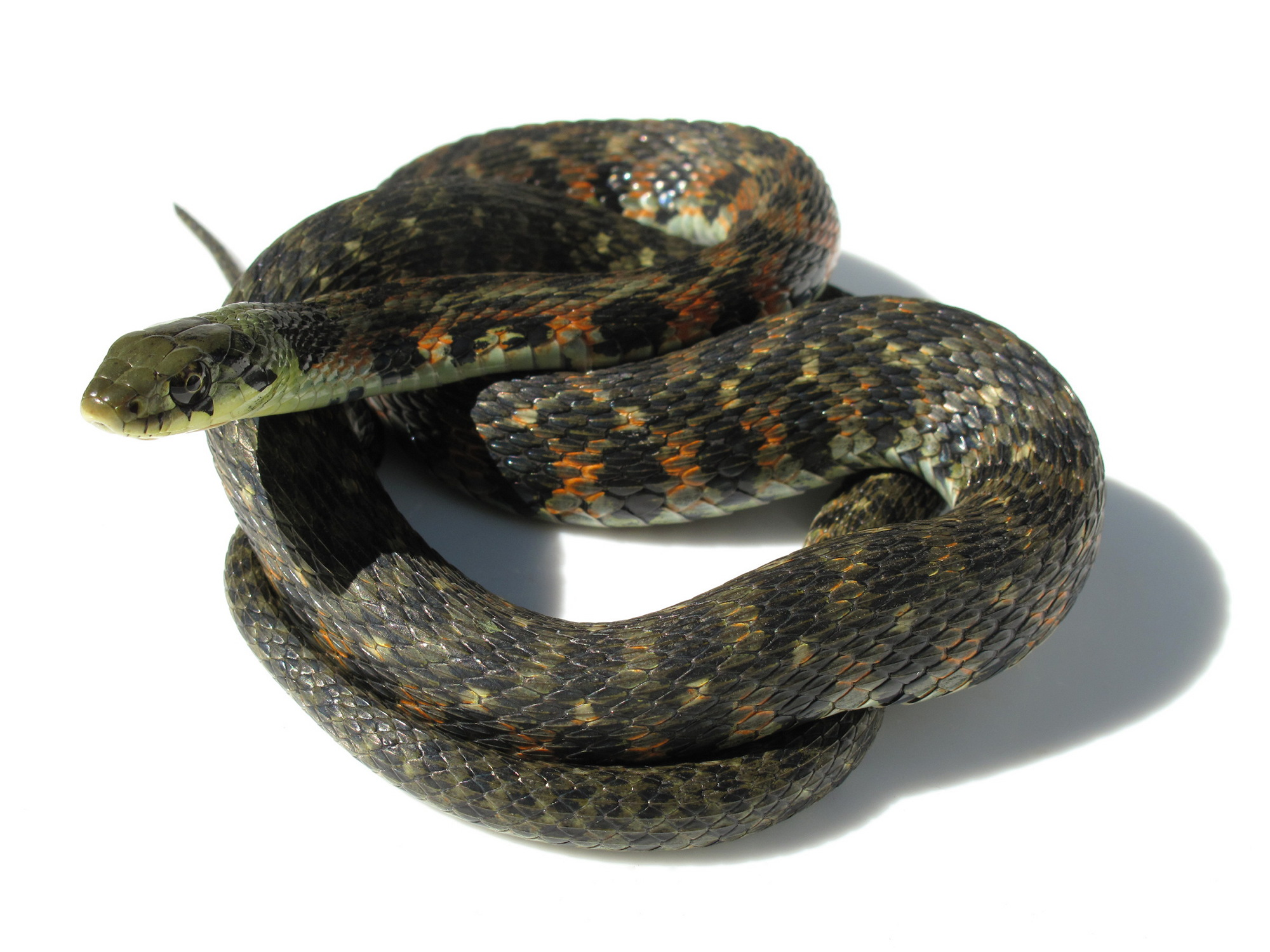
Tigernatter (Rhabdophis tigrinus)

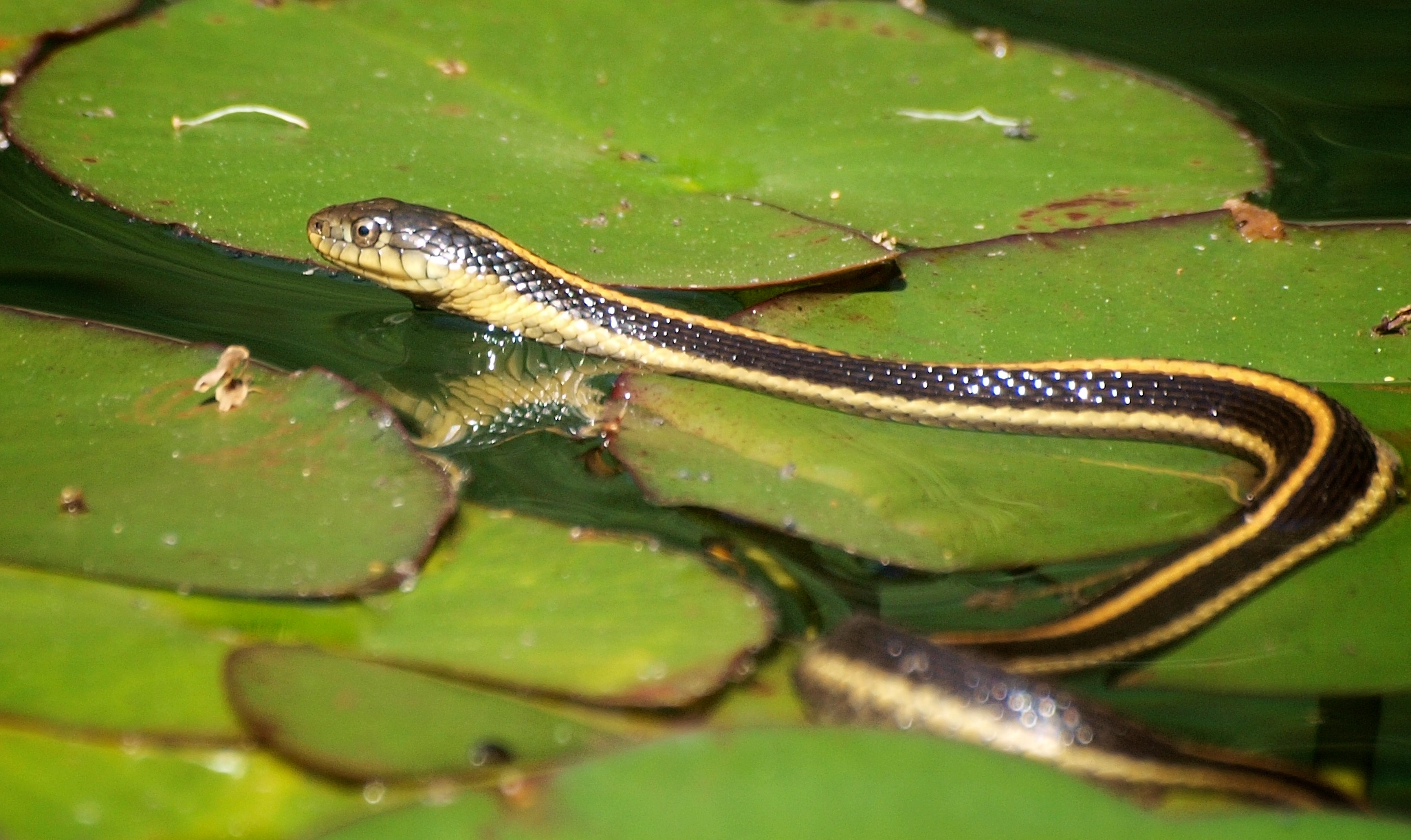
Thamnophis atratus

  - Gelbflecken-Fischnatter (Fowlea flavipunctata)
  - Gewöhnliche Fischnatter (Fowlea piscator)
- Haldea
- Hebius
- Helophis
- Herpetoreas
- Hydrablabes
- Hydraethiops
- Iguanognathus
- Isanophis
- Limnophis
- Liodytes
- Natriciteres
- Natrix (Europäische Wassernattern)
- Opisthotropis (Südostasien)
- Pseudagkistrodon
- Regina
  - Grahams Krabbennatter (Regina grahamii)
- Rhabdophis
- Sahyadriophis
- Smithophis
- Trachischium
- Trimerodytes
- Tropidonophis
- Xenochrophis

Tribus Thamnophiini (Neuwelt-Natricinae)
- Adelophis
- Clonophis
- Nerodia
  - Südliche Schwimmnatter (Nerodia fasciata)
  - Siegelring-Schwimmnatter (Nerodia sipedon)
  - Braune Schwimmnatter (Nerodia taxispilota)
- Regina
- Seminatrix
- Storeria
- Strumpfbandnattern (Thamnophis)
- Tropidoclonion
- Virginia